# Fredrik Lundberg (veterinär)
Se även Fredrik Lundberg, för andra personer med detta namn.

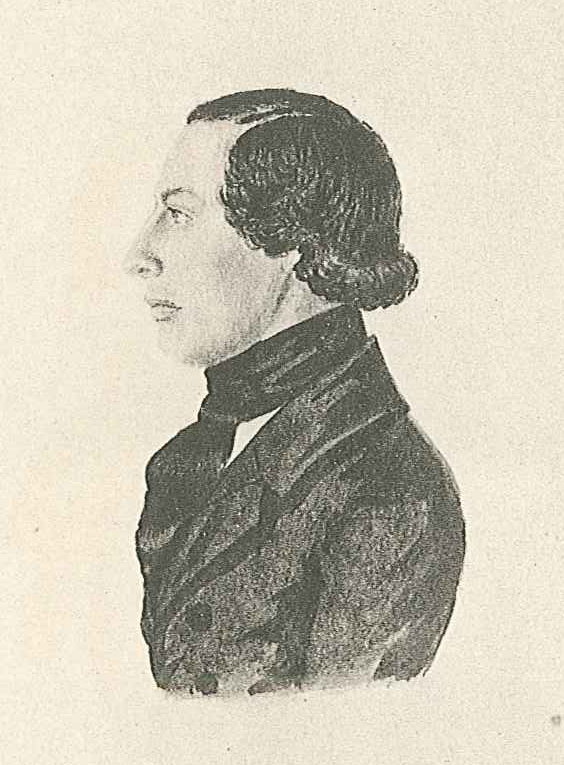
Fredrik Lundberg som student i Lund 1846. Teckning av Carl Wetter.

Fredrik Albertinus Lundberg, född den 24 april 1825 i Lund, död den 27 maj 1882 på sin egendom Broby i Söderby-Karls socken, Stockholms län, var en svensk veterinär.
Lundberg blev student vid Lunds universitet 1842, medicine licentiat 1849 och kirurgie magister vid Karolinska institutet 1852. Samma år förordnades han att förestå en professur vid Veterinärinrättningen i Stockholm och utnämndes 1859 till ordinarie professor vid nämnda läroanstalt, vars föreståndare han var 1862-1874. Av Lantbruksakademien blev han medlem 1860, och vid Lunds universitets jubelfest 1868 promoverades han till medicine hedersdoktor. 
År 1876 nödgades Lundberg till följd av sjuklighet att ta avsked från professuren. Han var ledamot i kommittén för avgivande av förslag till ny veterinärfarmakopé (1868) och av stuterikommissionen (1873-1875). 1865-76 var han ordförande i Svenska veterinärläkarföreningen. Utom tidskriftsuppsatser författade Lundberg Husdjurens sjukdomar (1868), länge det fullständigaste arbete i detta ämne, som utkommit i Sverige, samt utgav "Tidskrift för veterinärer, hästvänner och landthushållare" (1861-1863, tillsammans med J.G.H. Kinberg) och "Tidskrift för veterinärmedicin och husdjursskötsel" (1864-1874).